# Método de la velocidad relativa
Es un método utilizado para calcular la velocidad de un punto a partir de su velocidad relativa a otro punto de velocidad conocida. Es muy común utilizarlo en cursos de ingeniería mecánica para obtener la velocidad de una barra, pistón u otros elementos de un mecanismo.

## Ecuación de velocidad relativa
Para calcular la velocidad de un punto A que se mueve con respecto a un punto B, que a su vez se mueve respecto a un referencial dado, podemos usar la siguiente relación:

{\displaystyle \mathbf {v} _{\text{A}}=\mathbf {v} _{\text{B}}+\mathbf {v} _{\text{AB}}}

donde:
{\displaystyle \mathbf {v} _{\text{A}}}, velocidad del punto A respecto a un referencial dado.
{\displaystyle \mathbf {v} _{\text{B}}}, velocidad del punto B respecto al mismo referencial.
{\displaystyle \mathbf {v} _{\text{AB}}}, velocidad relativa del punto A respecto al punto B.
Quedando la fórmula de la siguiente manera:

{\displaystyle \mathbf {v} _{\text{AB}}=\mathbf {v} _{\text{A}}-\mathbf {v} _{\text{B}}}

Entonces, para resolver el movimiento relativo entre A y B lo que se hace es expresar la velocidad de A y de B respecto un mismo sistema de referencia o referencial.
La velocidad relativa no tiene por qué estar asociada movimientos rectilíneos, ya que la trayectoria de las partículas puede ser curvilínea en general. 
Dado el carácter vectorial de la velocidad, es habitual expresar todas las velocidades, tanto la relativa como la de los puntos A y B, mediante sus componentes vectoriales (dos en el movimiento plano y tres en el espacial).

## Movimiento entre dos puntos pertenecientes a un sólido rígido

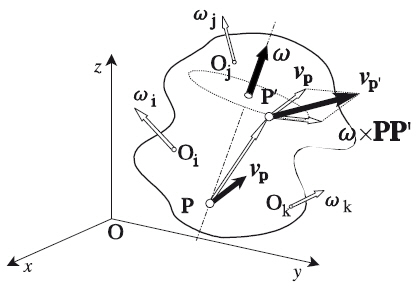
Figura 1. Movimiento general de un sólido rígido.

El movimiento más general del sólido rígido es el movimiento rototraslatorio; esto es, el originado por la superposición de los dos movimientos básicos: el movimiento de traslación y el movimiento de rotación (Figura 1).
Las velocidades de dos puntos, P y P′, del sólido están relacionadas mediante la expresión 

(2){\displaystyle \mathbf {v} _{{\text{P}}'}=\mathbf {v} _{\text{P}}+{\boldsymbol {\omega }}\times {\overrightarrow {{\text{PP}}'}}}

La velocidad relativa entre los puntos P y P' viene dada, obviamente, por

(3){\displaystyle \mathbf {v} _{{\text{P}}'{\text{P}}}=\mathbf {v} _{{\text{P}}'}-\mathbf {v} _{\text{P}}+{\boldsymbol {\omega }}\times {\overrightarrow {{\text{PP}}'}}}

siendo ω la velocidad angular del sólido que tiene el mismo valor para todos los puntos del sólido rígido invariante del sistema (primer invariante o invariante vectorial).
La expresión [2] nos permite decir que la velocidad que le corresponde a un punto P′ de un sólido rígido es igual a la que le corresponde a otro punto arbitrario del mismo, P, más la velocidad que le correspondería al punto P′ en una rotación instantánea, ω, alrededor de un eje que pasase por el punto P. En definitiva, podemos enunciar:
El movimiento general de un sólido rígido (movimiento rototraslatorio) puede reducirse a una rotación de velocidad angular ω = Σωi alrededor de un eje paralelo a ω y que pasa por un punto arbitrario del sólido, más una traslación cuya velocidad es el momento resultante del sistema de vectores ωi (i=1, 2,...) con respecto a dicho punto arbitrario.
El enunciado anterior nos indica que cualquier movimiento del sólido rígido, por complejo que nos parezca, puede reducirse siempre a la superposición de dos movimientos básicos: uno de traslación y otro de rotación. Obsérvese que la velocidad de cualquier punto del sólido queda perfectamente determinada con el conocimiento de la velocidad angular ω del sólido y la velocidad vP de un punto cualquiera del mismo; i.e., por los vectores ω y vP, a los que denominamos, conjuntamente, grupo cinemático en P.

## Aplicaciones
En ingeniería mecánica es de interés encontrar la velocidad relativa en puntos de contacto de dos piezas, es decir, A y B son el mismo punto del espacio, pero A se mueve con un sólido y B con otro. Resolviendo la velocidad relativa es posible determinar la aceleración relativa entre un sólido y otro que nos va a determinar las fuerzas que se ejercen entre sí ambos sólidos. En ingeniería es importante conocer a qué esfuerzos están sometidas las piezas para elegir materiales que soporten dichos esfuerzos.
- Datos: Q3826492